# Čipaja jezik
Chipaya jezik (ISO 639-3: cap), jezik koji se danas klasificira porodici uru-chipaya, a govori ga oko 1 200 pripadnika plemena Chipaya (1995) od 1 800 etničkih. Oko 500 Čipaja je multilingualno (španjolski, aymara, chipaja).
Govori nse u bolivijskom departmanu Oruro, provincija Atahuallpa. Ovaj jezik dovodi se u i vezu s aravačkom i majanskom porodicom

## Vanjske poveznice
- Ethnologue (14th)
- Ethnologue (15th)